# کرمنیتسا
کرمنیتسا (به آلمانی: Kremnitz) یک شهرک با جمعیت ۵٬۵۹۷ نفر که در Žiar nad Hronom District، اسلواکی واقع شده‌است.